# Олбери, Кеннет
Кеннет Харрисон Эрл Олбери (англ. Kenneth Harrison Earl Albury; 9 января 1920, Чероки-Саунд — 1998, Нассау) — багамский яхтсмен. Участник летних Олимпийских игр 1952, 1956, 1960 и 1968 годов, чемпион Панамериканских игр 1959 года.

## Биография
Кеннет Олбери родился 9 января 1920 года в багамской деревне Чероки-Саунд.
Выступал в соревнованиях по парусному спорту за яхт-клуб «Нассау».
В 1952 году вошёл в состав сборной Багамских Островов на летних Олимпийских играх в Хельсинки. В классе «Финн» занял 14-е место, набрав 3209 очков и уступив 5000 очков завоевавшему золото Паулю Эльвстрёму из Дании.
В 1956 году вошёл в состав сборной Багамских Островов на летних Олимпийских играх в Мельбурне. В классе «Финн» занял 9-е место, набрав 3182 очка и уступив 4327 очков завоевавшему золото Паулю Эльвстрёму из Дании.
В 1959 году завоевал золотую медаль Панамериканских игр в Чикаго в классе «Финн».
В 1960 году вошёл в состав сборной Багамских Островов на летних Олимпийских играх в Риме. В классе «Финн» занял 8-е место, набрав 5092 очка и уступив 3079 очков завоевавшему золото Паулю Эльвстрёму из Дании.
В 1968 году вошёл в состав сборной Багамских Островов на летних Олимпийских играх в Мехико. В классе Финн занял 28-е место, набрав 177 очков и уступив 165,3 очка завоевавшему золото Валентину Манкину из СССР.
Умер в 1998 году в багамском городе Нассау.